# Bente Bergendorff
Bente Bergendorff (Bente Løvgren Bergendorff, verheiratete Halsteen; * 30. März 1929 in Rønne; † 25. Februar 1967 in Bloomington, Indiana, Vereinigte Staaten) war eine dänische Sprinterin und Hürdenläuferin.
Bei den Olympischen Spielen 1948 in London erreichte sie über 100 m das Halbfinale und wurde Fünfte in der 4-mal-100-Meter-Staffel.
Zweimal wurde sie Dänische Meisterin über 60 m (1944, 1945) und je einmal über 100 m (1948), 200 m (1944) sowie über 80 m Hürden (1948).

## Persönliche Bestzeiten
- 100 m: 12,1 s, 24. August 1948, Malmö
- 200 m: 25,5 s, 3. Oktober 1948, Frederiksberg
- 80 m Hürden: 12,0 s, 1948